# Bunky Green
Bunky Green (Milwaukee (Wisconsin), 23 april 1935 – Jacksonville (Florida), 1 maart 2025) was een Amerikaanse jazzsaxofonist, -componist, -arrangeur en -docent.

## Biografie
Green speelde aanvankelijk in clubs in Milwaukee en werd oorspronkelijk sterk beïnvloed door Charlie Parker. Begin jaren 1960 kwam hij kort in actie voor Jackie McLean in de projecten van Charles Mingus in New York, die een bepalende invloed op hem hadden. Daarna verhuisde hij naar Chicago, waar hij o.a. speelde met Sonny Stitt (Soul in the Night, Stitt Goes Green), Louie Bellson, Andrew Hill, Yusef Lateef en Ira Sullivan, terwijl hij zijn eigen stijl ontwikkelde. Hij nam ook op als sideman met Elvin Jones, Clark Terry, Eddie Harris. Hij verlegde in toenemende mate de focus van zijn werk naar onderwijs, eerst aan de Chicago State University van 1972 tot 1989 en vervolgens als Director of Jazz Studies aan de University of North Florida in Jacksonville vanaf de jaren 1990. Hij was nu en dan president van de International Association of Jazz Educators (IAJE), in wiens Hall of Fame hij werd ingewijd in 1999 (en ook in 2003 in de Jazz Education Hall of Fame van DownBeat). Sinds de jaren 1960 heeft hij onregelmatig opnamen uitgebracht. Zijn Healing the Pain uit 1989 - de titel verwijst naar de dood van zijn ouders - en Another Place, geproduceerd door Steve Coleman in 2006 kreeg hoge beoordelingen (5 sterren) van DownBeat. In 2007 speelde hij voor het eerst in Duitsland op de Jazz Baltica in Salzau met zijn eigen band (Eva Kruse (bas), Carsten Daerr (piano) en Nasheet Waits (drums)), evenals met Greg Osby en Stefano Di Battista. In hetzelfde jaar verscheen hij ook met het Éric Legnini Trio op het North Sea Jazz Festival. Hij speelde in de soundtrack van de tv-film A Raisin in the Sun van Bill Duke (1989) met Danny Glover naar het stuk van Lorraine Hansberry.
Green overleed 1 maart 2025 op 89-jarige leeftijd.

## Discografie
als leader:
- 1960: My Baby (Exodus), ook uitgebracht als Step High (Fresh Sound Records)
- 1965: Testifyin' Time (Argo Records)
- 1966: Playin' for Keeps (Cadet Records)
- 1967: The Latinization of Bunky Green (Cadet Records)
- 1977: Transformations (Vanguard Records)
- 1978: Visions (Vanguard Records)
- 1979: Places We've Never Been (Vanguard Records)
- 1987: In Love Again (Mark)
- 1989: Healing the Pain (Delos)
- 2006: Another Place (Label Bleu)
- 2008: The Salzau Quartet Live at Jazz Baltica (Traumton Records/Indigo)

- Bibliothèque nationale de France: cb140016389 (data)
- Gemeinsame Normdatei: 134839617
- International Standard Name Identifier: 0000 0000 8000 2786
- Library of Congress Control Number: n95108839
- MusicBrainz: 87fb65e9-de11-4cf2-8c2a-29173c94ad1c
- Nationale Bibliotheek van Israël: 987007340144905171
- SNAC: w62p2zq3
- Virtual International Authority File: 65725785
- WorldCat: E39PBJbMbxJd7DDXHJbbcRfjG3